# Гольковиці (Малопольське воєводство)
Гольковиці (пол. Golkowice) — село в Польщі, у гміні Величка Велицького повіту Малопольського воєводства.
Населення — 1839 осіб (2011).

## Демографія
Демографічна структура станом на 31 березня 2011 року:
|          | Загалом | Допрацездатний вік | Працездатний вік | Постпрацездатний вік |
| -------- | ------- | ------------------ | ---------------- | -------------------- |
| Чоловіки | 923     | 218                | 620              | 85                   |
| Жінки    | 916     | 190                | 547              | 179                  |
| Разом    | 1839    | 408                | 1167             | 264                  |